# Edotia oculata
Edotia oculata är en kräftdjursart som beskrevs av Axel Ohlin 1901. Edotia oculata ingår i släktet Edotia och familjen tånglöss. Inga underarter finns listade i Catalogue of Life.